# Isonychus simulator
Isonychus simulator är en skalbaggsart som beskrevs av Frey 1969. Isonychus simulator ingår i släktet Isonychus och familjen Melolonthidae. Inga underarter finns listade i Catalogue of Life.